# Terranigma
Terranigma, v Japonsku známá jako Tenči sózó (japonsky 天地創造), je akční hra na hrdiny pro Super Nintendo Entertainment System vydaná v roce 1995 (resp. v 1996 pro Evropu) firmou Enix jako třetí v sérii po hrách Soul Blazer a Illusion of Gaia. Hra byla vydána ve čtyřech jazycích, v angličtině, španělštině, němčině a japonštině. Příběh se vyvíjí postupně od záchrany svých přátel a vesnice až po znovuzrození
celého světa.

## Hratelnost
Na rozdíl od podobných her vydaných v tomto období se boje v Terranigma odehrávají v reálném čase. Originální je také svým systémem magie. V průběhu hry nachází hráč magické kameny, které může u specializovaného obchodníka přetvořit v magické šperky, pomocí kterých vyvolává samotná kouzla.

## Příběh
V dávných dobách uvrhl boj mezi světlem a temnotou (dobrem a zlem) planetu do chaosu a rozdělil ji na vnější (světlou) a vnitřní (temnou) stranu. Planeta je tedy reprezentována jako dutá koule, kde na vnější straně je umístěna jen jediná vesnice, Crysta (クリスタルホルム). V ní žije mladý Ark, problémový chlapec, jehož neposlušnost otravuje celou vesnici. Jednoho dne zvítězí chlapcova zvědavost nad opatrností a otevře zakázané dveře. Zde najde malou krabičku po jejímž otevření zamrzne většina lidí ve vesnici a Ark se musí vydat na cestu za záchranou svých přátel. To je však jen začátek mnohem většího dobrodružství.

## Postavy
- Ark (地裏のアーク)

Hlavní herní postava. Neposlušnost mladého Arka stojí na počátku celého dobrodružství.
- Elle (地裏のエル)

Arkova přítelkyně z dětství. Zručná tkadlena.
- Elder / Dark Gaia (長老 / ダークガイア)

Stařešina vesnice Crysta.
- Yomi (地裏のヨミ)

Podivné růžové stvoření, které Arka provází světem.
- Kumari (クマリ)

Stařešina vesnice Lhasa.
- Meilin (メイリン)

Dívka z povrchu, ilusionistka.
Hodně postav (včetně Arka) má svoji temnou a světlou polovinu.